# Eli Ben-Rimóz
Eli Ben-Rimóz (héberül: אלי בן רימוז') (Izrael, 1944. november 20. –) izraeli  válogatott labdarúgó.

## Pályafutása

### Klubcsapatban
1962 és 1976, illetve 1977 és 1979 között a Jerusálajim játékosa volt. Az 1976–77-es idényben a Bné Jehúdá csapatában játszott.

### A válogatottban
1970-ben 1 alkalommal szerepelt az izraeli válogatottban. Részt vett az 1970-es világbajnokságon.

## Sikerei
Hapóél Jerusálajim
- Izraeli kupa (1): 1972–73

## Külső hivatkozások
- Eli Ben-Rimóz adatlapja a National-Football-Teams.com oldalon (angolul)